# Stelo

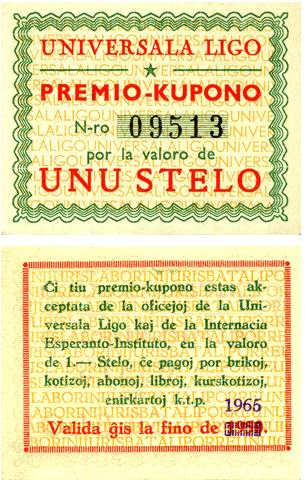
Geldscheine

Der Stelo (dt. „Stern“; Plural: Steloj) ist seit 1959 eine Einheit einer Komplementärwährung der Esperanto-Bewegung, die damit die Schaffung einer einheitlichen Weltwährung zum Ziel hatten. Versuche, eine frühere Währungseinheit zu etablieren, den Speso, mit abgeleiteten Einheiten wie dem Spesmilo, wurden durch den Ersten Weltkrieg vereitelt. Für eine Zeit gab die Universal League (in Esperanto: Universala Ligo), der weltföderalistische Arm der Esperantobewegung, Banknoten und Münzen in Steloj aus und machte Versuche, den Stelo auf der Basis der relativen Kaufkraft der verschiedenen Nationen an existierende Währungen anzulehnen. 

## Die erste Generation
Es wurden 1959 und 1965 Münzen (Jetons) zu 1, 5, 10 und 25 Steloj (Silber sowie unedel) geprägt.

## Die zweite Generation
2012 wurden Münzen (Jetons) mit einer Nominale von 1, 3 und 10 Steloj aus Kunststoff geprägt. Die Auflage beträgt jeweils 3000. Sie werden derzeit bei mehreren Jugend-Esperantokongressen verwendet. 
Derzeit (2025) gilt etwa 1 € = 4 steloj.

## Die dritte Generation: Stelo-Münzen (Medaillen) aus Edelmetall
Es erschienen Münzen (Jetons) zu 100 Steloj (Fein-Silber, 2018), 50 Steloj (Sterling-Silber, 2020) und 5000 Steloj (Fein-Platin, 2025).
Zur 150. Wiederkehr des Geburtstages von René de Saussure (1868–1943) erschien Ende 2017 eine Steloj – Münzmedaille erstmals in Feinsilber 999/1000. Nominale: 100 Steloj. Masse: 1 Unze Feinsilber (31,1 g). Oberfläche PP. Durchmesser 37 mm. Auflage 1000. Produktion: Münze Österreich AG.
Anlässlich des Jubiläums „100 Jahre 12. Esperanto-Weltkongress 1920“ und zu Ehren von Julia Isbrücker (1887-1971) erschien 2020 eine Steloj – Münzmedaille in Sterlingsilber 925/1000. Nominale: 50 Steloj. Masse: 30 Gramm Silber. Oberfläche PP. Durchmesser 40 mm. Auflage 300. Produktion: Münze Österreich AG.

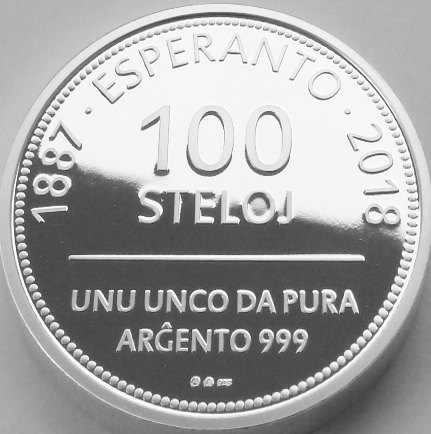
100 Steloj Silber 2018 Revers
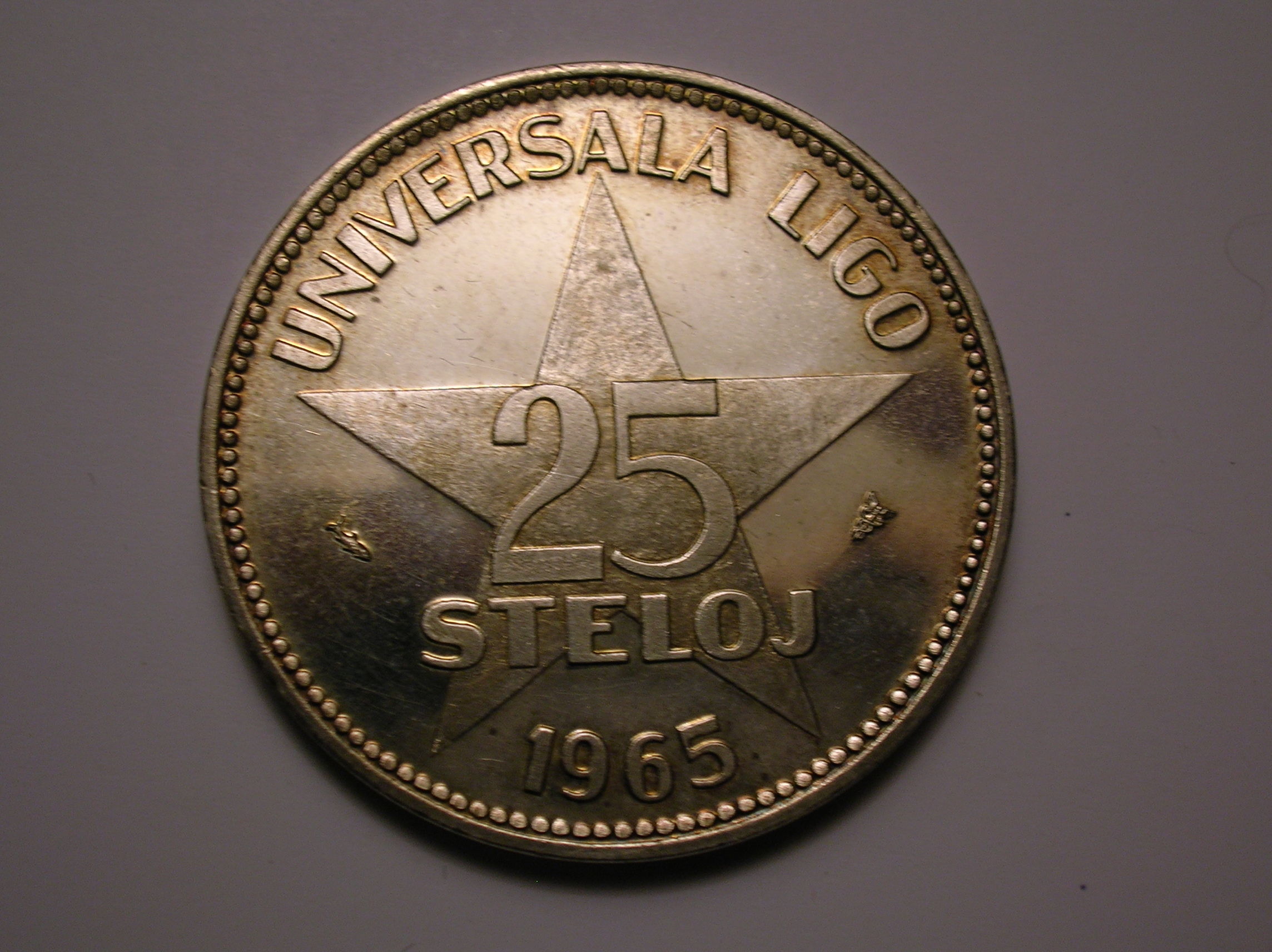
Die 25 Steloj Münze von 1965
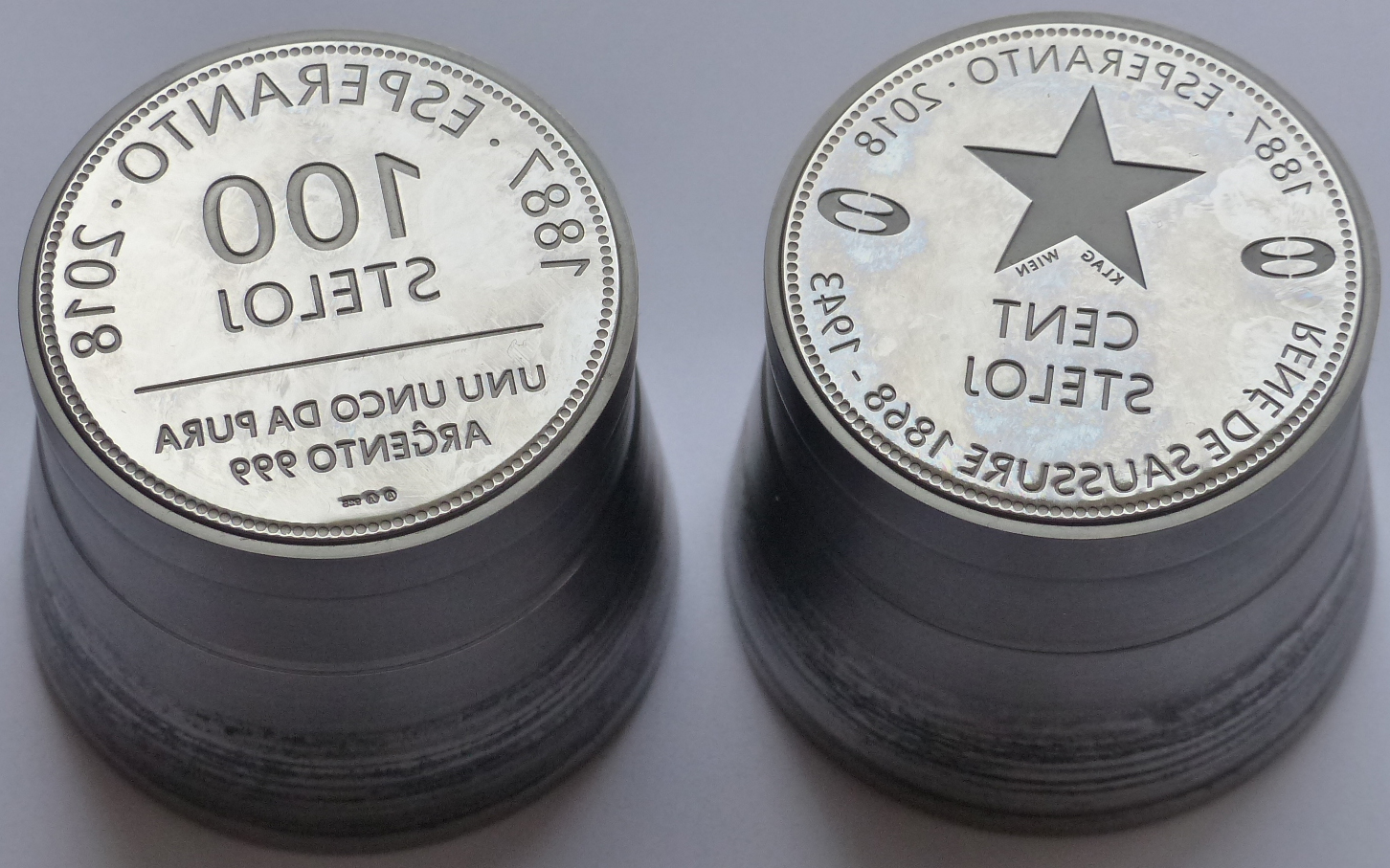
100 Steloj 2018 Stempelpaar, produziert von Münze Österreich AG
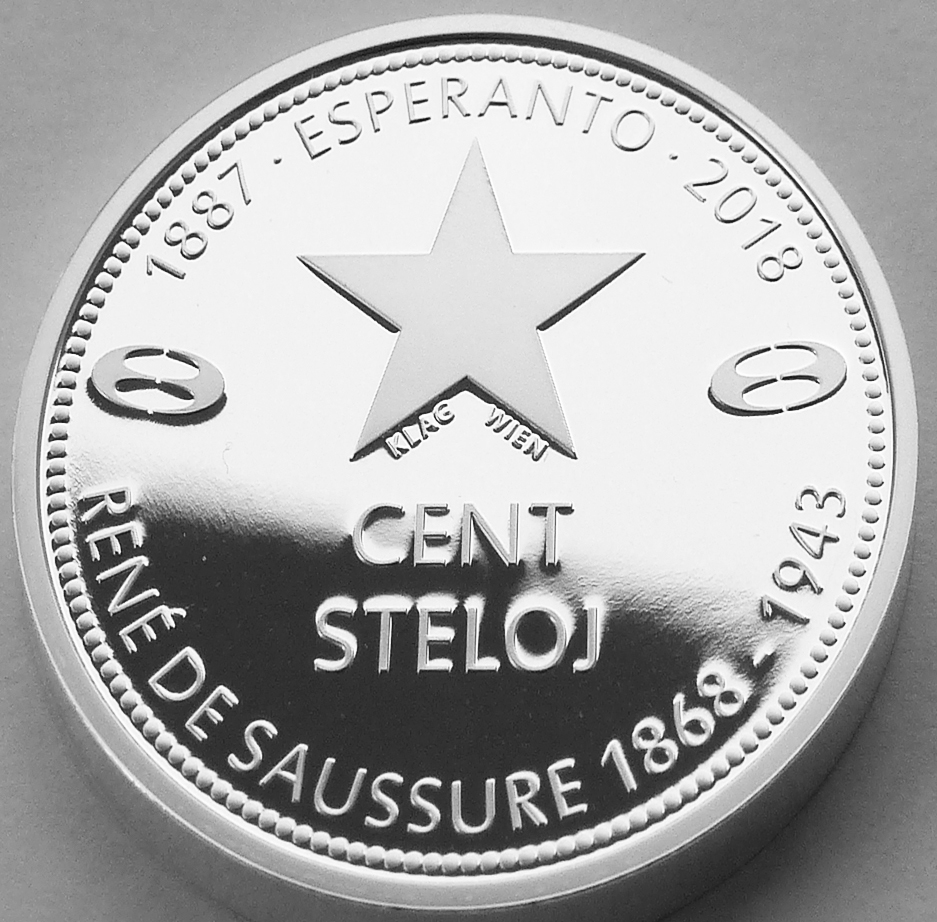
100 Steloj 2018 Silber Avers
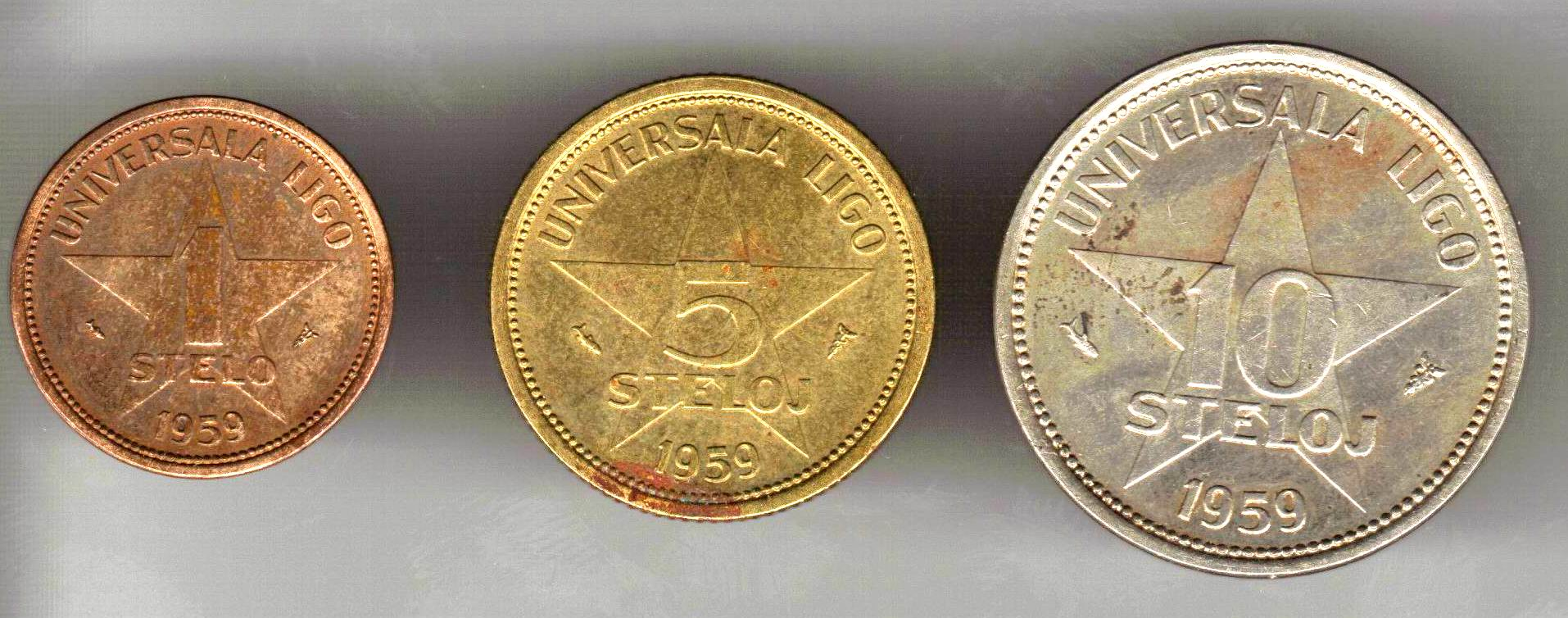
Coins : 1; 5; 10 steloj (Zahl)
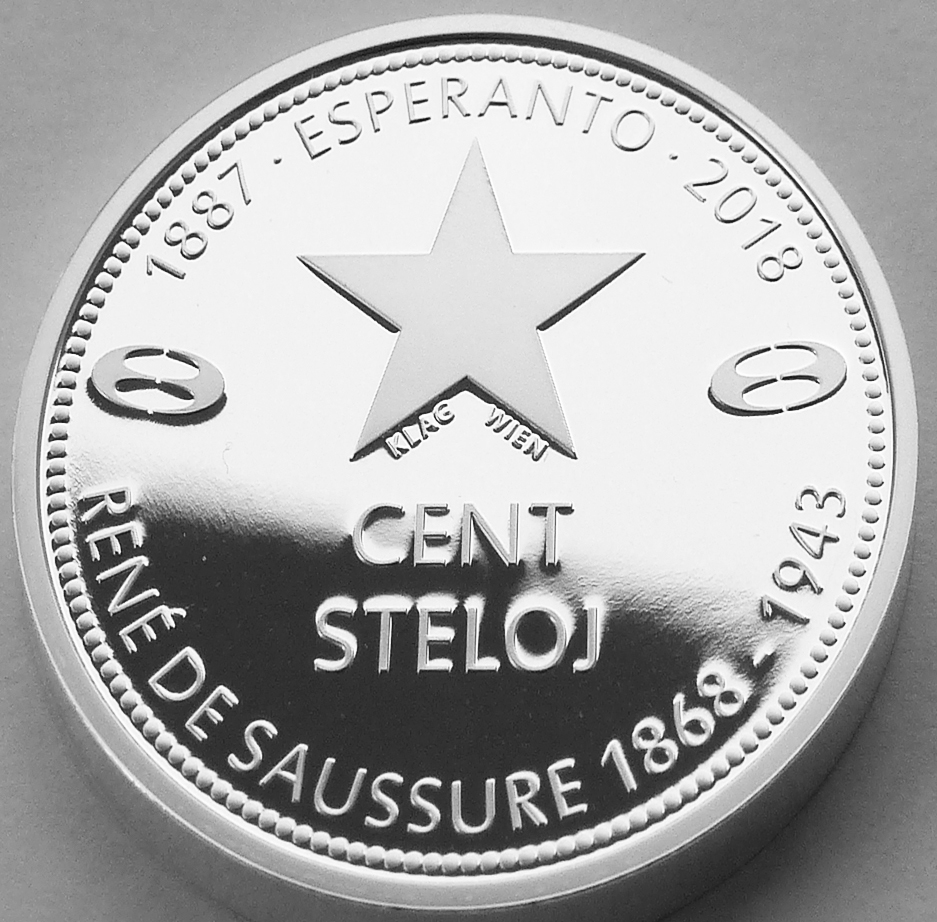
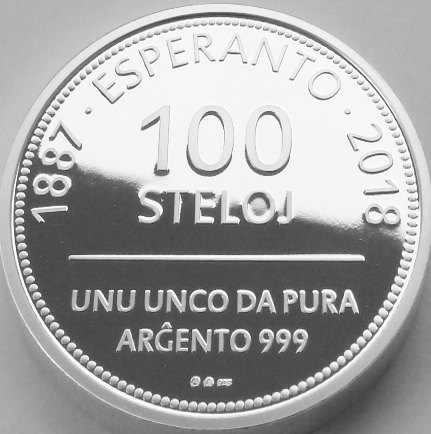
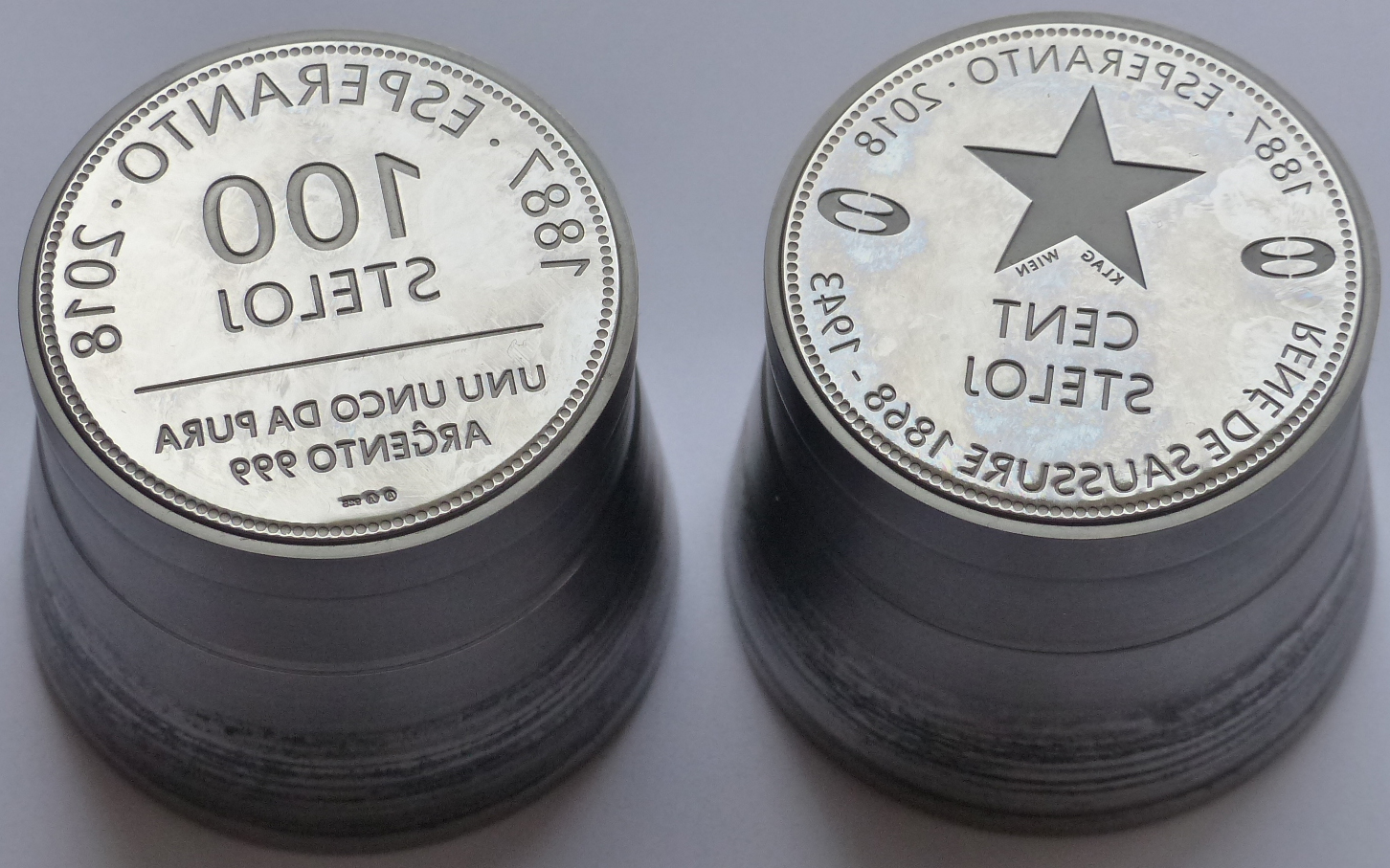
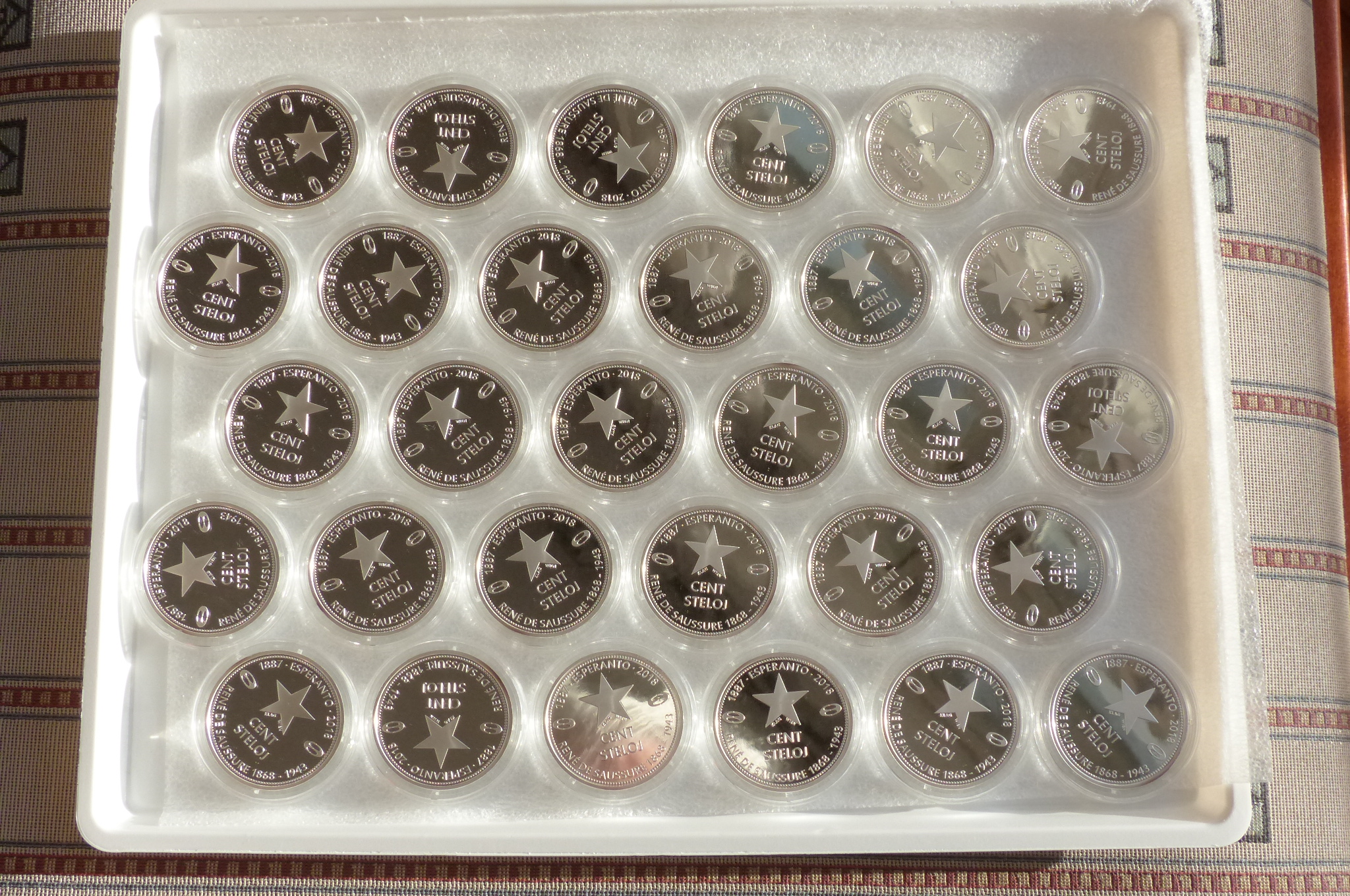

## Esperanto Münze (Medaille) 50 Steloj 2020 Silber
30 g Silber 925/1000.
Auflage 300. Produktion: Münze Österreich AG.

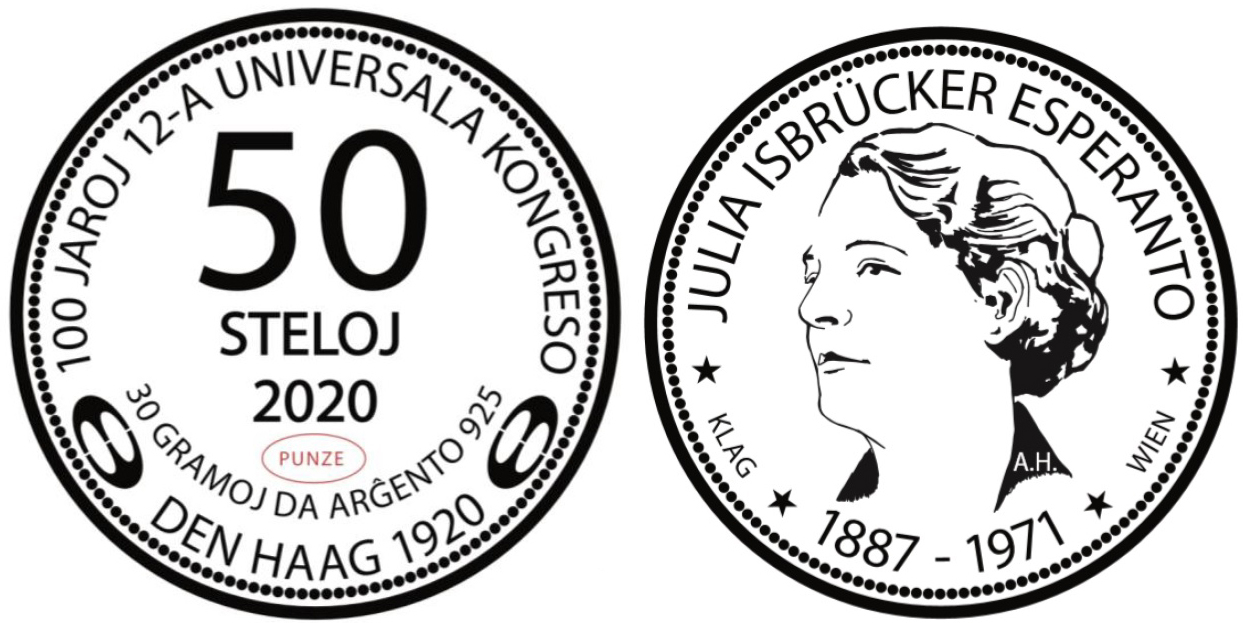
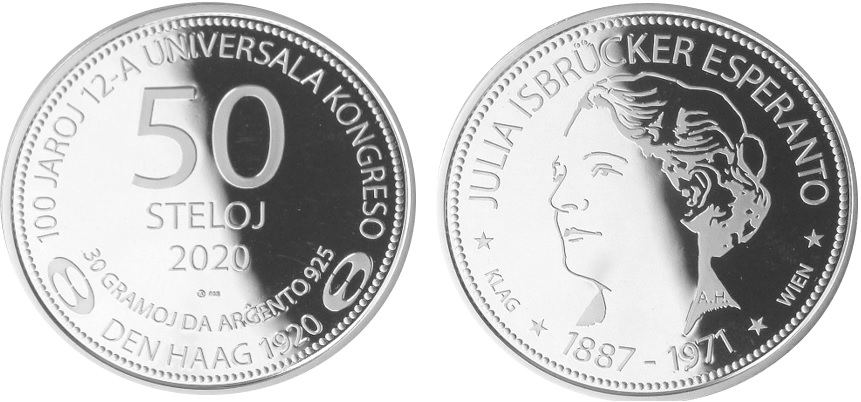

## Esperanto Münze (Medaille) 5000 Steloj 2025 Platin
15,6 g platin 999,5/1000.

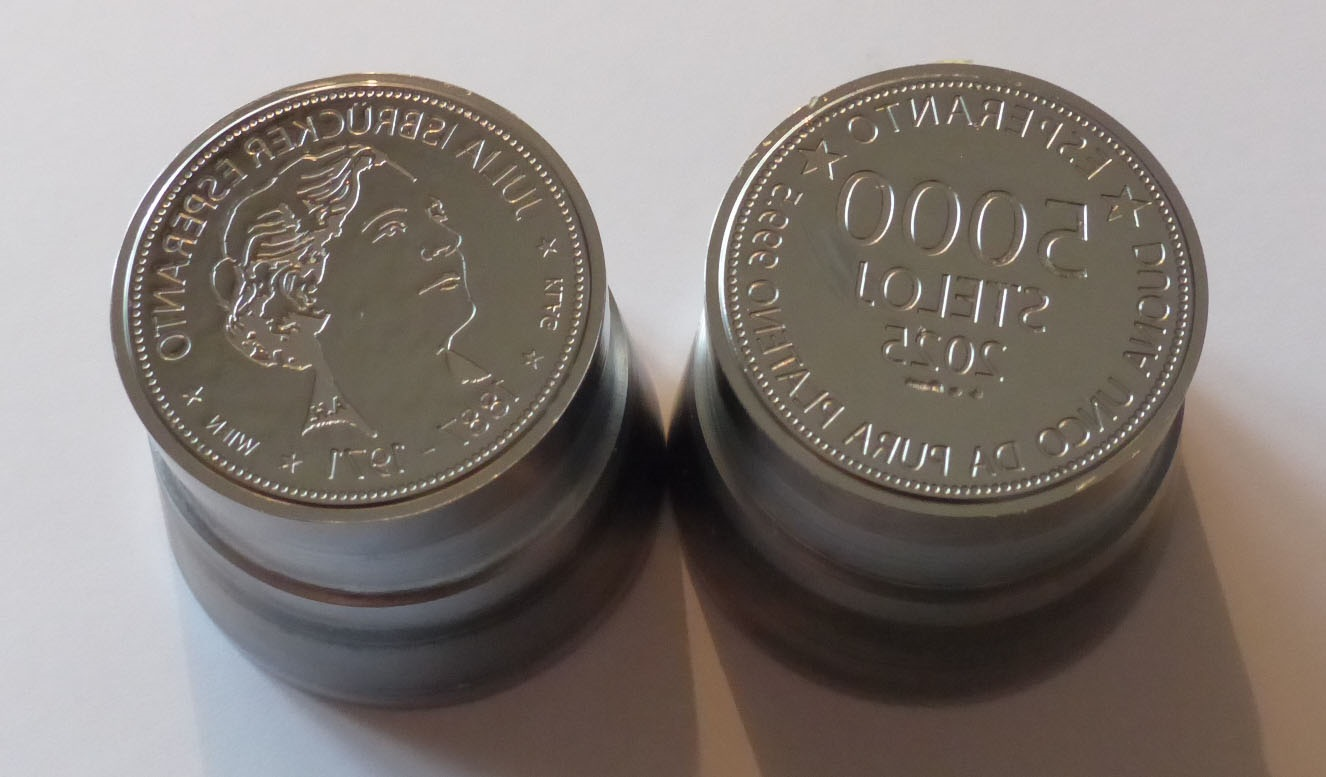
Auflage 25. Produktion: Münze Österreich AG.
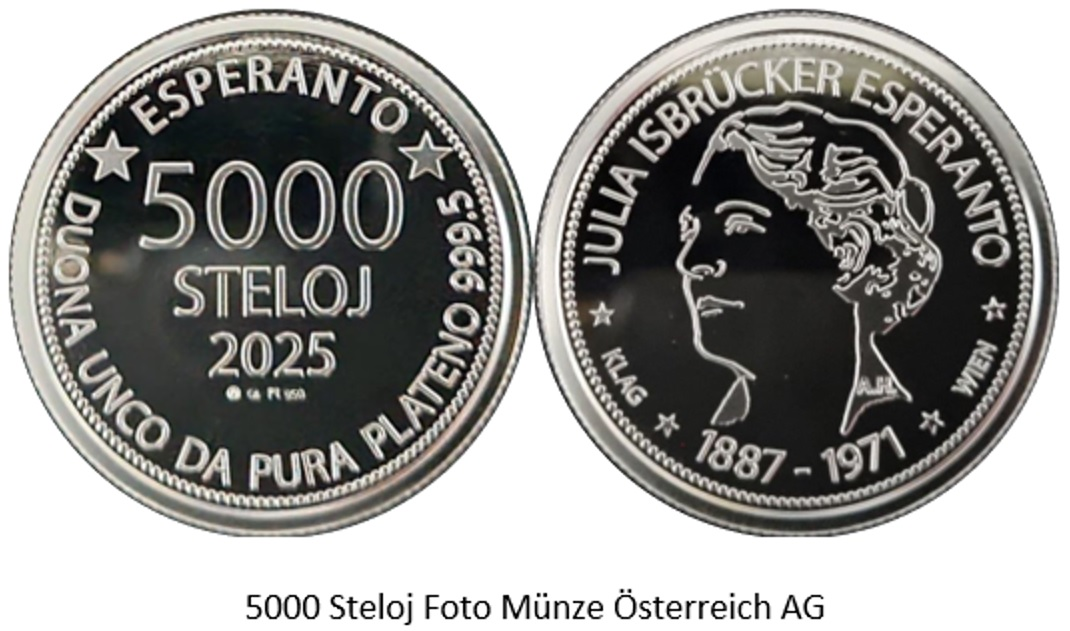
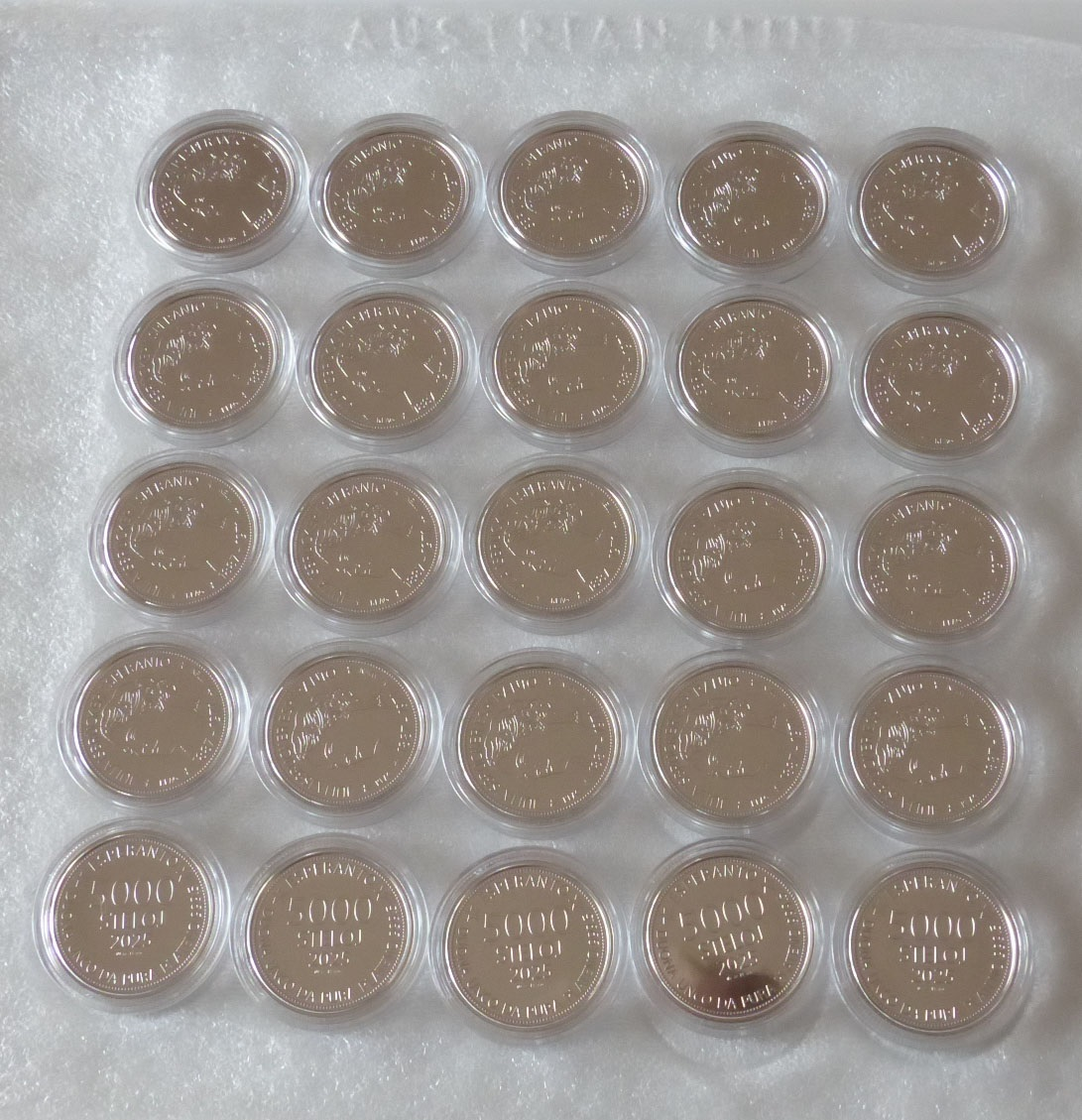